# Arensdorf (Steinhöfel)
Arensdorf ist ein Ortsteil der Gemeinde Steinhöfel im brandenburgischen Landkreis Oder-Spree in Deutschland.

## Geographie
Arensdorf liegt rund elf Kilometer südlich von Müncheberg an der Bundesstraße 5.

## Geschichte
Archäologen fanden bei Grabungen auf der Gemarkung sowohl Überreste einer Siedlung aus der Steinzeit wie auch aus der Bronzezeit. Eine weitere Besiedelung ist durch einen rund 3,5 ha großen slawischen Burgwall nachgewiesen, auf dem seit 1878 nach Fundstücken gesucht wird. Das Dorf gehört zu den im 13. Jahrhundert nach einheitlichem Plan gegründeten Dörfern und umfasste damals 61 Hufen, darunter eine Pfarrhufe und zwei Kirchenhufen. Die erste urkundliche Erwähnung datiert in das Jahr 1405. 1424 verkaufte Otto von Lossow Arensdorf (Arndsdorff) an das Kartäuserkloster Frankfurt (Oder).
In der Reformationszeit kam das Dorf in den Besitz der Universität Frankfurt (Oder), bei der es bis zum Jahre 1811 verblieb. Nach der Auflösung der Frankfurter Universität – sie wurde mit der Leopoldina in Breslau zur Schlesischen Friedrich-Wilhelms-Universität vereinigt – wurden Dorf und Lehngut dem Königlichen Rentamt in Fürstenwalde zugeteilt. Das Lehngut wurde in den folgenden Jahren mehrfach verkauft. Im Jahr 1904 erwarb der Rittergutsbesitzer von Alvensleben in Falkenberg bei Fürstenwalde das Lehngut Arensdorf von der Familie Wurl, 1905 auch den angrenzenden Paulshof. Mit insgesamt 359 ha gehörten den von Alvensleben ungefähr 20 % der Gemarkung Arensdorf. Im Sommer 1945 wurde die Familie ebenso wie sechs weitere größere Bauernwirtschaften entschädigungslos enteignet. Nach der Wende erwarben Reimar von Alvensleben gemeinsam mit seinem Sohn Albrecht Flächen, um erneut einen land- und forstwirtschaftlichen Betrieb einzurichten.
Das Dorf hatte bis zum Zweiten Weltkrieg eine eigene Pfarrstelle. Nach 1945 wurde die Pfarrstelle Arensdorf nicht mehr besetzt. Das ehemalige Arensdorfer Pfarrhaus wurde entwidmet. In den Räumen befinden sich seither eine Mietwohnung (Küsterwohnung) und einige Gemeinderäume. Die Kirchengemeinde wurde bis 2004 vom Pfarramt Wilmersdorf, bis 2014 vom Pfarramt Falkenhagen, danach vom Pfarramt Jacobsdorf verwaltet.  
Die Evangelische Kirchengemeinde Arensdorf zählt 69 Gemeindeglieder.

### Eingemeindung
Am 31. Dezember 2001 wurde Arensdorf nach Steinhöfel eingemeindet.

### Einwohnerentwicklung
Anfang des 20. Jahrhunderts zählte Arensdorf 624 Einwohner und umfasste eine Fläche von 1783 ha.
| Jahr          | 1875 | 1890 | 1910 | 1925 | 1933 | 1946 | 1993 | 2000 | 2006 |
| Einwohnerzahl | 632  | 636  | 643  | 645  | 600  | 846  | 498  | 485  | 451  |

## Kultur und Sehenswürdigkeiten
In der Liste der Baudenkmale in Steinhöfel stehen die in der Denkmalliste des Landes Brandenburg eingetragenen Baudenkmale des Ortes.

### Kirche

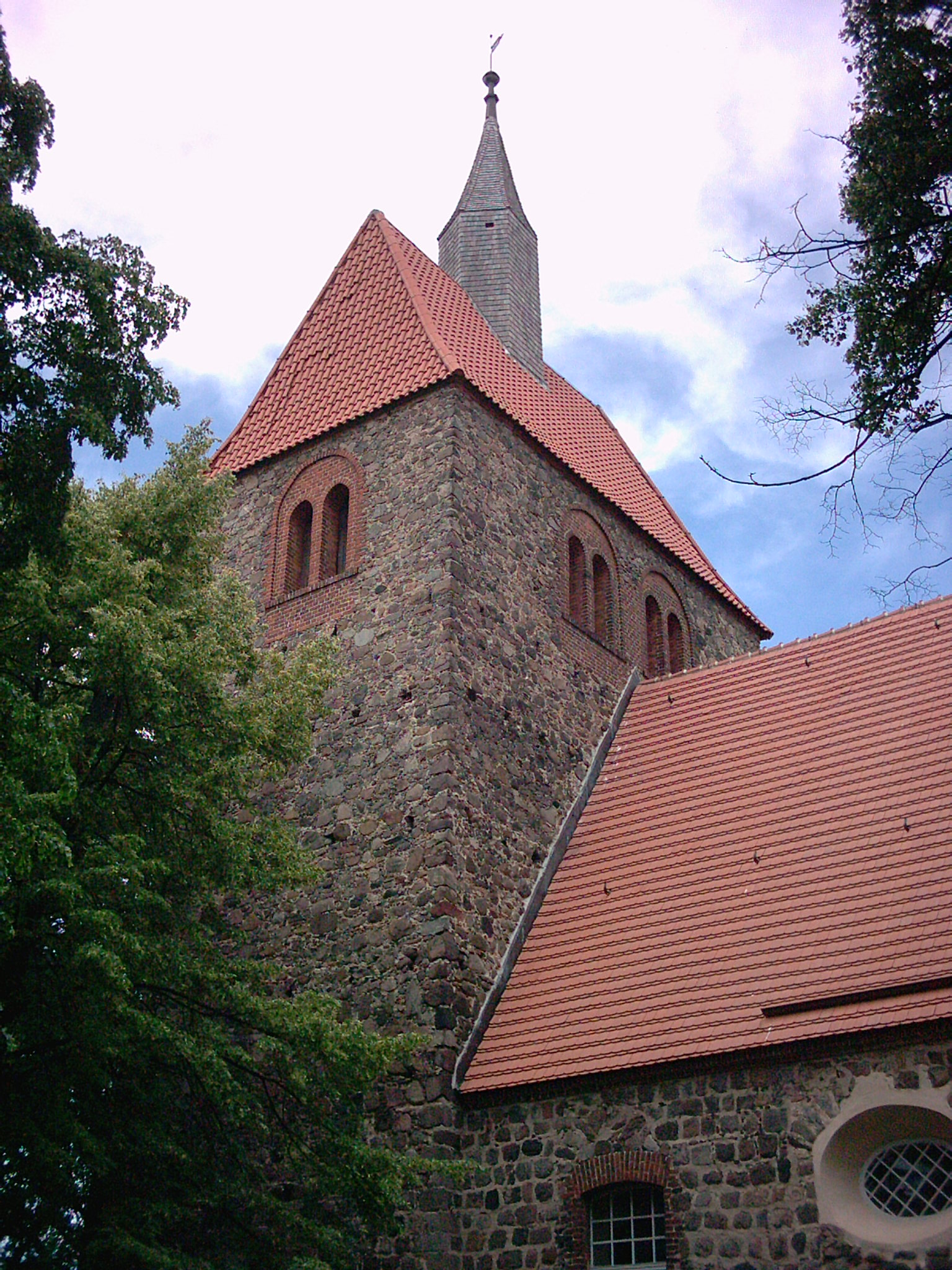
Dorfkirche Arensdorf

Die Kirche stammt aus der zweiten Hälfte des 13. Jahrhunderts. Aus dieser Zeit stammt die Anlage des Langhauses, des Chorraumes und des breiten Kirchturms. Auf der Ostseite sind die ursprünglichen Spitzbogenfenster sichtbar, das mittlere davon ist vermauert. Die übrigen Fenster sind in späterer Zeit beträchtlich erweitert worden. Die Sakristei an der Südseite wurde im 19. Jahrhundert angebaut. Die Kanzel, der Altar, die Taufe, das Gestühl und die Empore stammen ebenfalls aus dem 19. Jahrhundert. Das Orgelgehäuse stammt aus der Barockzeit (um 1700). Die Orgel wurde in den Jahren nach dem Zweiten Weltkrieg zerstört. Der Turm ist in der oberen Hälfte nach dem Dreißigjährigen Krieg erneuert worden. Die Klangarkaden wurden im 19. Jahrhundert eingefügt. Der achteckige Dachreiter auf dem Turm wurde wohl 1723 aufgebracht, wie die Jahreszahl der Wetterfahne anzeigte. Er war ursprünglich mit Eichenschindeln gedeckt. Im 19. Jahrhundert erhielt er eine Schieferdeckung. Er wurde ebenso wie das Kirchendach 1999 saniert. Im Turmraum befindet sich seit dem Jahre 2004 die Glas- und Lichtinstallation Gläserne Töne eines australischen Künstlers.

### Gefallenendenkmal
Das Gefallenendenkmal erinnert an die im Ersten Weltkrieg Gefallenen aus Arensdorf. Es befindet sich vor der Dorfkirche.